# Gaua
Gaua (nota in passato come Santa Maria) è la più grande delle isole Banks, un gruppo insulare nella parte settentrionale di Vanuatu (provincia di Torba). Copre una superficie di 342 km².

## Storia
Gaua venne avvistata per la prima volta dagli europei durante la spedizione spagnola di Pedro Fernández de Quirós, tra il 25 e il 29 aprile 1606, e battezzata Santa María.

## Geografia

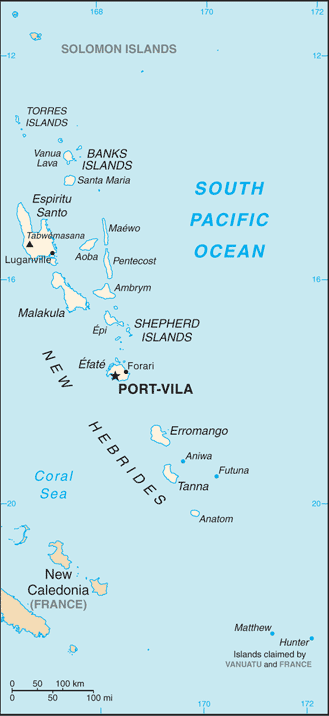
Posizione delle isole Banks nel nord delle Vanuatu.

L'isola è caratterizzata da un paesaggio accidentato, culminante nel monte Garet (797 m), la cima di uno stratovulcano attivo al centro dell'isola. La sua eruzione più recente risale al 2013. Il vulcano ha una caldera di 6×9 km, al cui interno si trova un lago craterico conosciuto come lago Letas, il lago più grande di Vanuatu. A est del lago si trovano le Siri Falls (120 m).
Il clima dell'isola è tropicale umido, con precipitazioni annue che superano i 3500 mm. Gaua è soggetta a frequenti terremoti e cicloni.

## Popolazione e lingua
Nel 2009 la popolazione di Gaua comprendeva 2 491 abitanti, con un tasso di crescita del 2,0%. Questa popolazione è sparsa in vari villaggi costieri sulle sponde occidentali, meridionali e nord-orientali dell'isola. Sulla sponda orientale si trovano solo piccoli agglomerati abitati da immigrati provenienti dalle due isole più piccole di Merig e Merelava, a sud-est di Gaua. Il villaggio più grande è Jolap, sulla costa occidentale.
Oltre alla lingua parlata dagli immigrati (il mwerlap), a Gaua vengono parlate cinque lingue indigene: il lakon o vuré, l'olrat, il koro e il nume.

## Economia
La popolazione di Gaua trae sostentamento dalle attività economiche proprie della Melanesia, alternando pesca e orticoltura. Le principali fonti di esportazione sono la copra e il cacao.

## Comunicazioni
Sull'isola si trova l'aeroporto di Gaua, nell'angolo nord-orientale.